# Medaille für ausgezeichnete Leistungen in den Kampfgruppen der Arbeiterklasse
Die Medaille für ausgezeichnete Leistungen in den Kampfgruppen der Arbeiterklasse war eine staatliche Auszeichnung  der Deutschen Demokratischen Republik (DDR), welche in Form einer tragbaren Medaille verliehen wurde.

## Geschichte
Die Medaille wurde am 6. Oktober 1965 in einer Stufe vom Ministerrat der DDR gestiftet. Ihre Verleihung erfolgte für besondere Verdienste beim Einsatz, Aufbau und bei der Festigung der Kampfgruppen und ferner für hervorragende Leistungen bei der Führung und Ausbildung. Aber auch für die Pflege und Instandhaltung der Ausrüstung und Bewaffnung. Ihre Verleihung erfolgte auch nachträglich an Veteranen, wenn diese die Verleihungsvoraussetzungen erfüllt hatten, aber bereits aus den Reihen der Kampftruppen, z. B. durch Renteneintritt, ausgeschieden waren.

## Aussehen und Trageweise
Die aus Bronze bestehende Medaille mit einem Durchmesser von 31,5 mm zeigt auf ihrem Avers auf einem runden Mittelfeld mit einem Durchmesser von 23 mm eine rechte Hand die ein Gewehr festhält an welchem wiederum eine wehende rote Arbeiterfahne befestigt ist. Die Symbolik wird von einem Schriftring umschlossen der die Umschrift: FÜR AUSGEZEICHNETE LEISTUNGEN zeigt und an der Unterseite von zwei gekreuzten Lorbeerzweigen abgeschlossen wird. Das Revers der Medaille zeigt dagegen das Staatswappen der DDR. Getragen wurde die Medaille an einer ca. 22 bis 25 mm breiten pentagonalen Spange an der linken oberen Brustseite dessen Band rot ist. In dieses Ordensband ist beidseitig je ein 2 mm breiter silberweißer senkrechter Mittelstreifen eingewebt, der 2 mm vom Saum entfernt ist. Die mit verliehene Interimsspange ist von gleicher Beschaffenheit.